# Pseuderos apicalis
Pseuderos apicalis är en skalbaggsart som beskrevs av Franz 1942. Pseuderos apicalis ingår i släktet Pseuderos och familjen långhorningar. Inga underarter finns listade i Catalogue of Life.